# Lianne Tan
Lianne Tan (Bilzen, 20 de noviembre de 1990) es una deportista belga que compitió en bádminton. Ganó una medalla de plata en los Juegos Europeos de Bakú 2015, en la prueba individual.

## Palmarés internacional
| Juegos Europeos | Juegos Europeos   | Juegos Europeos  | Juegos Europeos |
| Año             | Lugar             | Medalla          | Prueba          |
| --------------- | ----------------- | ---------------- | --------------- |
| 2015            | Bakú (Azerbaiyán) | Medalla de plata | Individual      |